# Березово (Зеленцовське сільське поселення)
Бере́зово (рос. Берёзово) — присілок у складі Нікольського району Вологодської області, Росія. Входить до складу Зеленцовського сільського поселення.

## Населення
Населення — 60 осіб (2010; 92 у 2002).
Національний склад (станом на 2002 рік):
- росіяни — 99 %